# Crawford (Misisipi)
Crawford es un pueblo del condado de Lowndes en el estado de Misisipi (Estados Unidos). En el año 2000 tenía una población de 655 habitantes en una superficie de 3.6 km², con una densidad poblacional de 180.9 personas por km².

## Geografía
Crawford se encuentra ubicado en las coordenadas 33°18′22″N 88°37′19″O / 33.30611, -88.62194. Según la Oficina del Censo, el pueblo tiene un área total de 3,6 km² (1,4 mi²), de la cual 3,6 km² (1,4 mi²) es tierra y 0 km² (0 mi²) es agua.

### Localidades adyacentes
El siguiente diagrama muestra a las localidades en un radio de 32 kilómetros (19,9 mi) de Crawford.

## Demografía
Para el censo de 2000, había 655 personas, 209 hogares y 163 familias en la localidad. La densidad de población era 180.9 hab/km².
En el 2000 la renta per cápita promedia del hogar era de $ 16.786 y el ingreso promedio para una familia era de $16.058. El ingreso per cápita para la localidad era de $7.123. En 2000 los hombres tenían un ingreso per cápita de $24.107 contra $14.359 para las mujeres. Alrededor del 45.7% de la población estaba bajo el umbral de pobreza nacional.